# 이란 리알

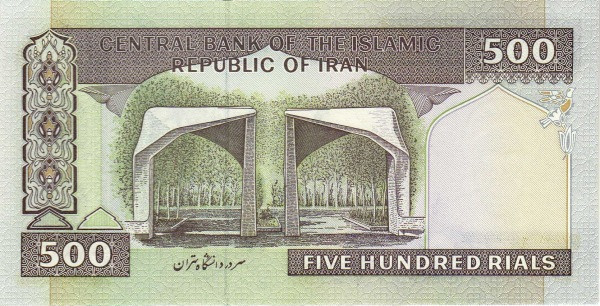

리알(페르시아어: ریال)은 이란의 통화로 1932년부터 통용되었다. 1 리알은 100 디나르(dinar)에 해당되며 10 리알은 1 토만(toman)이라고도 한다.
50, 디나르 동전과 100, 200, 500, 1,000, 2,000, 5,000, 10,000, 20,000, 50,000, 100,000 리알 지폐가 통용된다. 현존하고 있는 통화 중 세계에서 가장 낮은 통화를 가지고 있다. 비슷한 경우는 베트남 동이 있다.

## 같이 보기
- 베트남 동